# Badminton ai Giochi della XXXII Olimpiade - Doppio femminile
Le gare del doppio femminile di badminton alle Olimpiadi 2020 si sono svolte dal 24 luglio al 2 agosto 2021 alla Musashino Forest Sport Plaza.

## Formato
Le gare iniziano con un turno preliminare: le atlete sono divise in gruppi e ognuno sfida gli avversari del gruppo. Le 16 vincitrici accedono alla fase a eliminazione diretta.

## Teste di serie
1. Yuki Fukushima / Sayaka Hirota
2. Chen Qingchen / Jia Yifan

1. Mayu Matsumoto / Wakana Nagahara
2. Lee So-hee / Shin Seung-chan

## Risultati

### Fase a gruppi

#### Gruppo A
| Squadra                         | Pt | G | V | P | SV | SP |
| ------------------------------- | -- | - | - | - | -- | -- |
| Greysia Polii / Apriyani Rahayu | 3  | 3 | 3 | 0 | 6  | 1  |
| Yuki Fakushima / Sayaka Hirota  | 2  | 3 | 2 | 1 | 5  | 3  |
| Chow Mei Kuan / Lee Meng Yean   | 1  | 3 | 1 | 2 | 3  | 4  |
| Chloe Birch / Lauren Smith      | 0  | 3 | 0 | 3 | 0  | 6  |

| Squadra 1                       | Punteggio        | Squadra 2                       |
| 24 luglio, 09:00                | 24 luglio, 09:00 | 24 luglio, 09:00                |
| ------------------------------- | ---------------- | ------------------------------- |
| Greysia Polii / Apriyani Rahayu | 2 - 0            | Chow Mei Kuan / Lee Meng Yean   |
| 24 luglio, 20:40                |                  |                                 |
| Yuki Fakushima / Sayaka Hirota  | 2 - 0            | Chloe Birch / Lauren Smith      |
| 25 luglio, 19:20                |                  |                                 |
| Yuki Fakushima / Sayaka Hirota  | 2 - 1            | Chow Mei Kuan / Lee Meng Yean   |
| 26 luglio, 18:00                |                  |                                 |
| Greysia Polii / Apriyani Rahayu | 2 - 0            | Chloe Birch / Lauren Smith      |
| 27 luglio, 10:40                |                  |                                 |
| Yuki Fakushima / Sayaka Hirota  | 1 - 2            | Greysia Polii / Apriyani Rahayu |
| 27 luglio, 12:00                |                  |                                 |
| Chow Mei Kuan / Lee Meng Yean   | 2 - 0            | Chloe Birch / Lauren Smith      |

#### Gruppo B
| Squadra                          | Pt | G | V | P | SV | SP |
| -------------------------------- | -- | - | - | - | -- | -- |
| Mayu Matsumoto / Wakana Nagahara | 3  | 3 | 3 | 0 | 6  | 1  |
| Selena Piek / Cheryl Seinen      | 2  | 3 | 2 | 1 | 4  | 3  |
| Rachel Honderich / Kristen Tsai  | 1  | 3 | 1 | 2 | 4  | 4  |
| Doha Hany / Hadia Hosny          | 0  | 3 | 0 | 3 | 0  | 6  |

| Squadra 1                        | Punteggio        | Squadra 2                       |
| 24 luglio, 18:00                 | 24 luglio, 18:00 | 24 luglio, 18:00                |
| -------------------------------- | ---------------- | ------------------------------- |
| Mayu Matsumoto / Wakana Nagahara | 2 - 0            | Doha Hany / Hadia Hosny         |
| 24 luglio, 18:40                 |                  |                                 |
| Selena Piek / Cheryl Seinen      | 2 - 1            | Rachel Honderich / Kristen Tsai |
| 25 luglio, 20:00                 |                  |                                 |
| Mayu Matsumoto / Wakana Nagahara | 2 - 1            | Rachel Honderich / Kristen Tsai |
| 26 luglio, 19:20                 |                  |                                 |
| Selena Piek / Cheryl Seinen      | 2 - 0            | Doha Hany / Hadia Hosny         |
| 27 luglio, 18:00                 |                  |                                 |
| Mayu Matsumoto / Wakana Nagahara | 2 - 0            | Selena Piek / Cheryl Seinen     |
| 27 luglio, 18:40                 |                  |                                 |
| Rachel Honderich / Kristen Tsai  | 2 - 0            | Doha Hany / Hadia Hosny         |

#### Gruppo C
| Squadra                            | Pt | G | V | P | SV | SP |
| ---------------------------------- | -- | - | - | - | -- | -- |
| Lee So-hee / Shin Seung-chan       | 2  | 3 | 2 | 1 | 5  | 2  |
| Du Yue / Li Yinhui                 | 2  | 3 | 2 | 1 | 4  | 2  |
| Setyana Mapasa / Gronya Somerville | 1  | 3 | 1 | 2 | 2  | 5  |
| Maiken Fruergaard / Sara Thygesen  | 1  | 3 | 1 | 2 | 3  | 5  |

| Squadra 1                         | Punteggio        | Squadra 2                          |
| 24 luglio, 11:00                  | 24 luglio, 11:00 | 24 luglio, 11:00                   |
| --------------------------------- | ---------------- | ---------------------------------- |
| Du Yue / Li Yinhui                | 2 - 0            | Maiken Fruergaard / Sara Thygesen  |
| 24 luglio, 18:40                  |                  |                                    |
| Lee So-hee / Shin Seung-chan      | 2 - 0            | Setyana Mapasa / Gronya Somerville |
| 25 luglio, 13:20                  |                  |                                    |
| Lee So-hee / Shin Seung-chan      | 1 - 2            | Maiken Fruergaard / Sara Thygesen  |
| 26 luglio, 20:00                  |                  |                                    |
| Du Yue / Li Yinhui                | 2 - 0            | Setyana Mapasa / Gronya Somerville |
| 27 luglio, 11:20                  |                  |                                    |
| Maiken Fruergaard / Sara Thygesen | 1 - 2            | Setyana Mapasa / Gronya Somerville |
| 27 luglio, 20:00                  |                  |                                    |
| Lee So-hee / Shin Seung-chan      | 2 - 0            | Du Yue / Li Yinhui                 |

#### Gruppo D
| Squadra                                       | Pt | G | V | P | SV | SP |
| --------------------------------------------- | -- | - | - | - | -- | -- |
| Chen Qingchen / Jia Yifan                     | 3  | 3 | 3 | 0 | 6  | 1  |
| Kim So-yeong / Kong Hee-yong                  | 2  | 3 | 2 | 1 | 5  | 3  |
| Gabriela Stoeva / Stefani Stoeva              | 1  | 3 | 1 | 2 | 3  | 5  |
| Jongkolphan Kititharakul / Rawinda Prajongjai | 0  | 3 | 0 | 3 | 1  | 6  |

| Squadra 1                        | Punteggio        | Squadra 2                                     |
| 24 luglio, 11:40                 | 24 luglio, 11:40 | 24 luglio, 11:40                              |
| -------------------------------- | ---------------- | --------------------------------------------- |
| Chen Qingchen / Jia Yifan        | 2 - 0            | Jongkolphan Kititharakul / Rawinda Prajongjai |
| 24 luglio, 11:40                 |                  |                                               |
| Kim So-yeong / Kong Hee-yong     | 2 - 1            | Gabriela Stoeva / Stefani Stoeva              |
| 25 luglio, 10:40                 |                  |                                               |
| Kim So-yeong / Kong Hee-yong     | 2 - 0            | Jongkolphan Kititharakul / Rawinda Prajongjai |
| 26 luglio, 13:20                 |                  |                                               |
| Chen Qingchen / Jia Yifan        | 2 - 0            | Gabriela Stoeva / Stefani Stoeva              |
| 27 luglio, 12:00                 |                  |                                               |
| Chen Qingchen / Jia Yifan        | 2 - 1            | Kim So-yeong / Kong Hee-yong                  |
| 27 luglio, 19:20                 |                  |                                               |
| Gabriela Stoeva / Stefani Stoeva | 2 - 1            | Jongkolphan Kititharakul / Rawinda Prajongjai |

### Fase ad eliminazione diretta
|  | Quarti di finale | Quarti di finale               | Quarti di finale           | Quarti di finale        | Quarti di finale |                              |    | Semifinali                    | Semifinali                | Semifinali                | Semifinali                | Semifinali                |                           |                           | Finale Medaglia d'Oro     | Finale Medaglia d'Oro         | Finale Medaglia d'Oro | Finale Medaglia d'Oro | Finale Medaglia d'Oro |
|  |                  |                                |                            |                         |                  |                              |    |                               |                           |                           |                           |                           |                           |                           |                           |                               |                       |                       |                       |
|  | A1               | Greysia Polii Apriyani Rahayu  | 21                         | 20                      | 21               |                              |    |                               |                           |                           |                           |                           |                           |                           |                           |                               |                       |                       |                       |
|  | C2               | Du Yue Li Yinhui               | 15                         | 22                      | 17               |                              |    |                               |                           |                           |                           |                           |                           |                           |                           |                               |                       |                       |                       |
|  | C2               | Du Yue Li Yinhui               | 15                         | 22                      | 17               |                              | A1 | Greysia Polii Apriyani Rahayu | 21                        | 21                        |                           |                           |                           |                           |                           |                               |                       |                       |                       |
|  |                  |                                |                            |                         |                  |                              | A1 | Greysia Polii Apriyani Rahayu | 21                        | 21                        |                           |                           |                           |                           |                           |                               |                       |                       |                       |
|  |                  | C1                             | Lee So-hee Shin Seung-chan | 19                      | 17               |                              |    |                               |                           |                           |                           |                           |                           |                           |                           |                               |                       |                       |                       |
|  | C1               | C1                             | Lee So-hee Shin Seung-chan | 19                      | 17               | Lee So-hee Shin Seung-chan   | 21 | 21                            |                           |                           |                           |                           |                           |                           |                           |                               |                       |                       |                       |
|  | C1               |                                |                            |                         |                  | Lee So-hee Shin Seung-chan   | 21 | 21                            |                           |                           |                           |                           |                           |                           |                           |                               |                       |                       |                       |
|  | B2               | Selena Piek Cheryl Seinen      | 8                          | 17                      |                  |                              |    |                               |                           |                           |                           |                           |                           |                           |                           |                               |                       |                       |                       |
|  |                  |                                |                            |                         |                  |                              |    |                               |                           |                           |                           |                           |                           |                           | A1                        | Greysia Polii Apriyani Rahayu | 21                    | 21                    |                       |
|  |                  |                                | D1                         | Chen Qingchen Jia Yifan | 19               | 15                           |    |                               |                           |                           |                           |                           |                           |                           |                           |                               |                       |                       |                       |
|  | D2               | Kim So-yeong Kong Hee-yong     | 21                         | 14                      | 28               |                              |    |                               |                           |                           |                           |                           |                           |                           |                           |                               |                       |                       |                       |
|  | B1               | Mayu Matsumoto Wakana Nagahara | 14                         | 21                      | 26               |                              |    |                               |                           |                           |                           |                           |                           |                           |                           |                               |                       |                       |                       |
|  | B1               | Mayu Matsumoto Wakana Nagahara | 14                         | 21                      | 26               |                              | D2 | Kim So-yeong Kong Hee-yong    | 15                        | 11                        |                           |                           |                           |                           |                           |                               |                       |                       |                       |
|  |                  |                                |                            |                         |                  |                              | D2 | Kim So-yeong Kong Hee-yong    | 15                        | 11                        |                           |                           |                           |                           |                           |                               |                       |                       |                       |
|  |                  | D1                             | Chen Qingchen Jia Yifan    | 21                      | 21               |                              |    |                               | Finale Medaglia di Bronzo | Finale Medaglia di Bronzo | Finale Medaglia di Bronzo | Finale Medaglia di Bronzo | Finale Medaglia di Bronzo | Finale Medaglia di Bronzo | Finale Medaglia di Bronzo |                               |                       |                       |                       |
|  | A2               | D1                             | Chen Qingchen Jia Yifan    | 21                      | 21               | Yuki Fakushima Sayaka Hirota | 21 | 10                            | Finale Medaglia di Bronzo | Finale Medaglia di Bronzo | Finale Medaglia di Bronzo | Finale Medaglia di Bronzo | Finale Medaglia di Bronzo | Finale Medaglia di Bronzo | Finale Medaglia di Bronzo | 10                            |                       |                       |                       |
|  | A2               |                                |                            |                         |                  | Yuki Fakushima Sayaka Hirota | 21 | 10                            |                           |                           |                           |                           |                           |                           |                           | 10                            |                       |                       |                       |
|  | D1               | Chen Qingchen Jia Yifan        | 18                         | 21                      | 21               |                              |    |                               |                           |                           |                           |                           |                           |                           | C1                        | Lee So-hee Shin Seung-chan    | 10                    | 17                    |                       |
|  |                  |                                |                            |                         |                  |                              |    |                               |                           |                           |                           |                           |                           |                           | D1                        | Kim So-yeong Kong Hee-yong    | 21                    | 21                    |                       |

## Medagliere
| Evento           | Oro                                     | Argento                      | Bronzo                                   |
| Doppio femminile | Indonesia Greysia Polii Apriyani Rahayu | Cina Chen Qingchen Jia Yifan | Corea del Sud Kim So-yeong Kong Hee-yong |